# Central Uruguay Railway Cricket Club
El Central Uruguay Railway Cricket Club, conocido como CURCC, fue una institución deportiva uruguaya fundada el 28 de septiembre de 1891 en Villa Peñarol, dos leguas al norte de la capital del país, Montevideo.
Originalmente dedicada a la práctica del cricket hasta su desaparición el 22 de enero de 1915, su sección de fútbol fue uno de los grandes equipos propulsores del fútbol uruguayo en sus inicios y se independizó del resto del club en 1913. No obstante, hay registros de que el CURCC continuó disputando encuentros de fútbol hasta su disolución. La continuidad entre la sección de fútbol del CURCC y Peñarol ha generado gran controversia en el fútbol uruguayo, y es conocida como la discusión por el decanato.
El Central Uruguay Railway Cricket Club participó en trece ediciones del Campeonato Uruguayo, logrando el título en cinco oportunidades: 1900, 1901, 1905, 1907 y 1911.

## Historia

### Compañía del Ferrocarril Central del Uruguay (CUR)
|  | Para un completo desarrollo véase Field de Villa Peñarol |

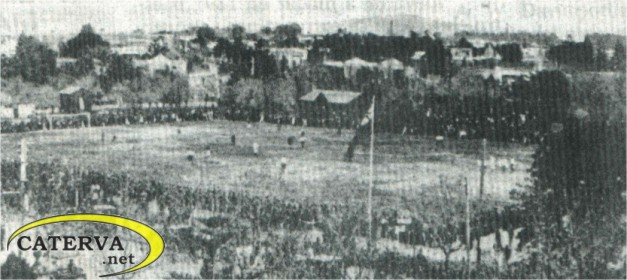
La empresa CUR usufructuó el Field de Villa Peñarol, el cual fue cedido para los partidos del CURCC mientras compitió oficialmente al fútbol.

En 1889, la empresa inglesa del CUR adquirió varias hectáreas en Villa Peñarol, al norte de la ciudad uruguaya de Montevideo. Allí, luego de varios meses en tratativas se reunirían 118 empleados el 28 de septiembre de 1891 para fundar un club para la recreación deportiva para los trabajadores de la empresa. El Central Uruguay Railway Company con sede en Londres, administrada en Villa Peñarol por Francisco Henderson, tuvo en sus haberes además gran parte de la modernización de la zona.
Uno de sus principales logros sería el Centro Artesano. Luego de esfuerzos y de crear una ´Comisión de Ayuda´ solicitada por Frank Hudson en 1896, se logró construir la escuela de Peñarol, dirigida por dos hermanas. Tras la aprobación del gobierno uruguayo se cedieron los espacios del Centro para la utilización de la nueva escuela rural. Con la llegada de la empresa a Peñarol llegaron las innovaciones de un imperio inglés en su máximo esplendor, logrando crear diversos trayectos y abriendo vías en una zona sur de Uruguay hasta entonces dominada por el campo semivacío y el gaucho que empezaba a desaparecer.
En un principio, todos los presidentes del CURCC fueron administradores del CUR. El punto de quiebre fue en 1907, cuando llegó desde Inglaterra el nuevo administrador de la empresa, W. Bayne. Asumió bajo la orden del Directorio de la compañía de evitar gastos, y cuando los directivos del CURCC le comunicaron a Bayne que fue elegido como el nuevo presidente del club, no aceptó su cargo. Sus motivos fueron "los continuos gastos que se generaban por roturas de vagones provocados por los hinchas y la ausencia de los obreros-jugadores de los talleres".[cita requerida]

## Primeros años

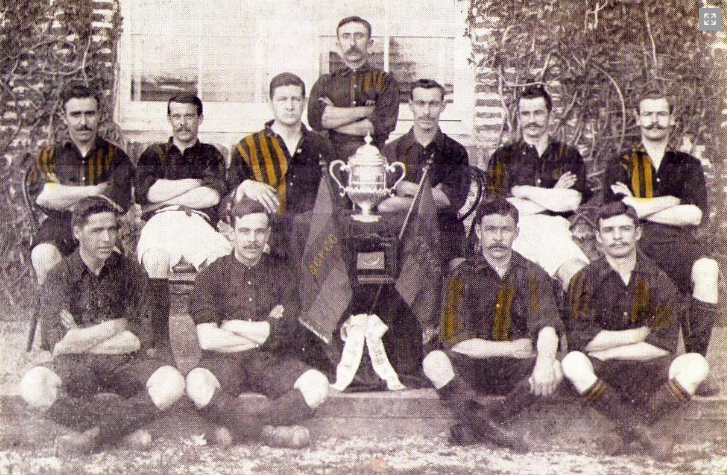
Plantel del CURCC, posando con el trofeo del Campeonato Uruguayo en 1900.

El joven club consiguió importantes logros en la última década del siglo XIX y la primera década del siglo XX. El Campeonato Uruguayo de Fútbol, fundado en 1900, ya contaba con el CURCC (1891) y un año más tarde con Nacional (1899) como dos de sus principales animadores. Ambos protagonizaban una fuerte rivalidad: Nacional representaba a los criollos, a los capitalinos (de Montevideo) y a los universitarios; mientras que CURCC representaba a los británicos, los de tierra adentro (de Villa Peñarol) y a los ferroviarios.
El Central Uruguay Railway Cricket Club participó como tal en trece ediciones del Campeonato Uruguayo, logrando el título en cinco oportunidades: 1900, 1901, 1905, 1907 y 1911. A su vez ganó los títulos nacionales de la Copa Competencia siete veces (1901, 1902, 1904, 1905, 1907, 1909 y 1910) y la Copa de Honor en tres oportunidades (1907, 1909 y 1911). En el plano internacional, conquistó la Copa de Honor Cousenier dos veces: en 1909 y 1911.

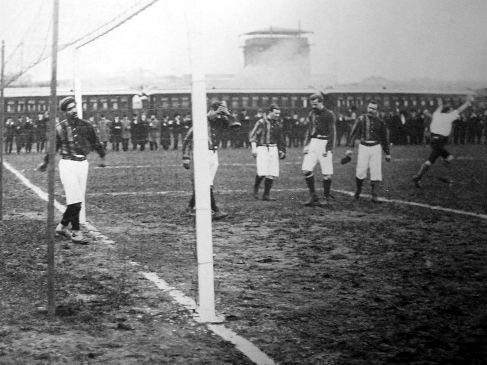
Final entre el CURCC y Rosario Athletic, por la Cup Tie Competition de 1904.

Pero con el paso de los años, el CURCC entró en decadencia. Grandes enfrentamientos se producían en la interna del club, que en varias ocasiones terminaba con trenes incendiados y heridos durante el traslado a los partidos.

### Aparición de la polémica
|  | Para un completo desarrollo véase Decanato en el fútbol uruguayo |

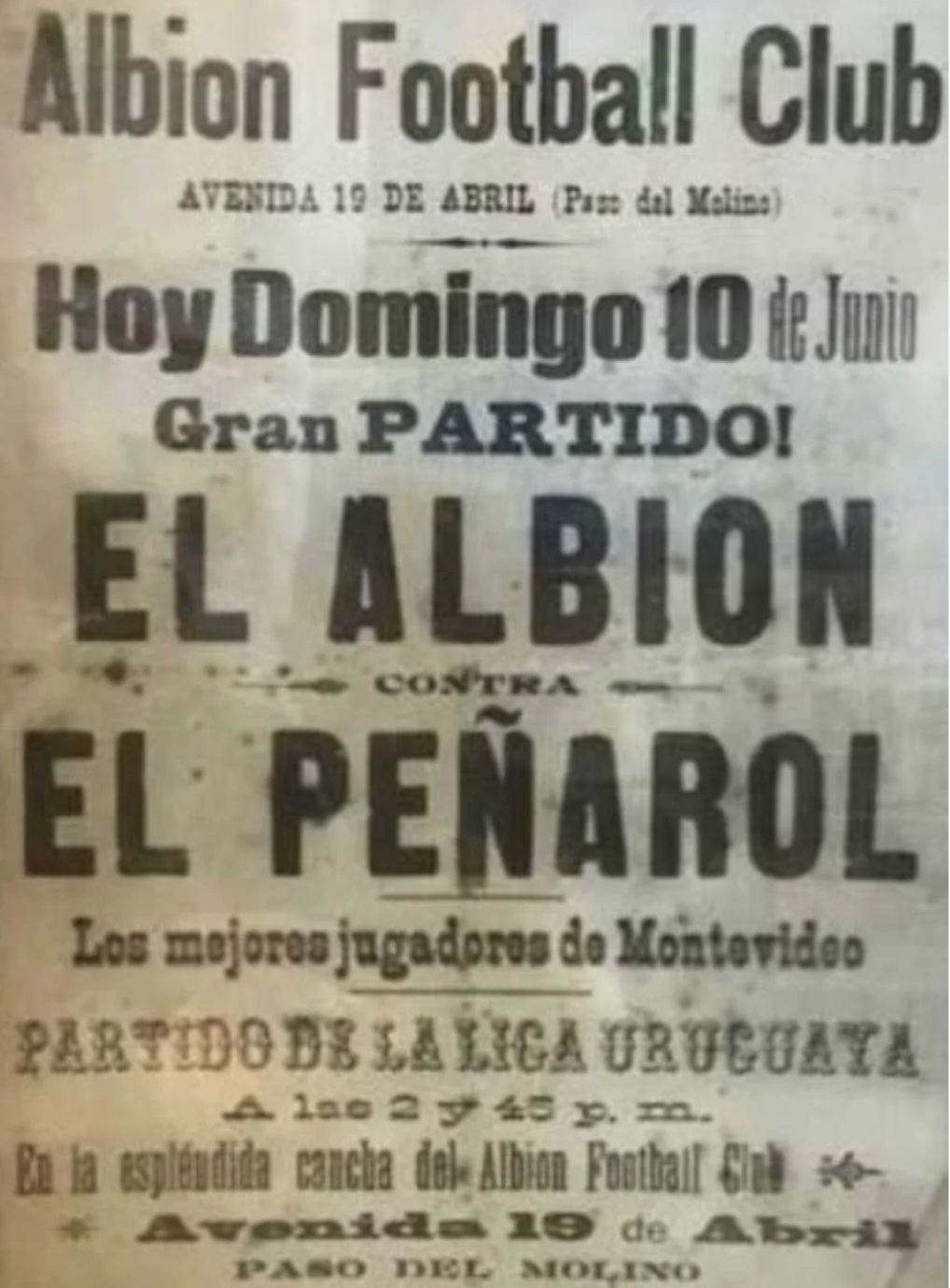
Afiche de un partido entre CURCC —con su apodo geográfico — y Albion en 1900.

El Central Uruguay Railway Cricket Club fundado el 28 de septiembre de 1891 era conocido en ese momento como Peñarol, por el lugar en que se encontraba su cancha, llamado Villa Peñarol (hoy ya sin la denominación de villa es un barrio de Montevideo). 7 de abril de 2020, extracto de la revista digital Historia Fútbol Club
Transcurriendo la década de 1910, la Central Uruguay Railway Company, empresa ferroviaria fundadora y administradora del club, empezó a analizar el retiró de la sección fútbol de la práctica oficial, motivado esto por el paulatino abandono de los fines originales de ser un club recreativo para los empleados de la empresa.
Este aspecto genera gran polémica en el deporte uruguayo hasta el día de hoy. A finales de 1913, se produce el hecho en discusión:
- o ese grupo de socios se pone a cargo de la sección competitiva de fútbol del club bajo una nueva denominación (Peñarol).
- o se separaron del CURCC formando un club nuevo, con nuevo nombre y nuevos distintivos.

Al año siguiente, Peñarol notifica a la AUF el cambio de nombre y ocupa el lugar del CURCC para el Campeonato Uruguayo de 1914. En este nuevo año hubo un claro cambio: el club presentó nuevo nombre, nuevas insignias, nuevas autoridades, estatutos e incluso nueva localidad base, ya que CURCC era de Villa Peñarol, mientras que bajo el nombre de C.A. Peñarol se localizaba en Montevideo. Con fecha 13 de abril del mismo año, el Ministerio del Interior le otorga al Club Atlético Peñarol personería jurídica aprobando la continuidad institucional declarada en los estatutos presentados. No obstante, hay registros de que el CURCC continuó disputando encuentros de fútbol hasta su disolución.

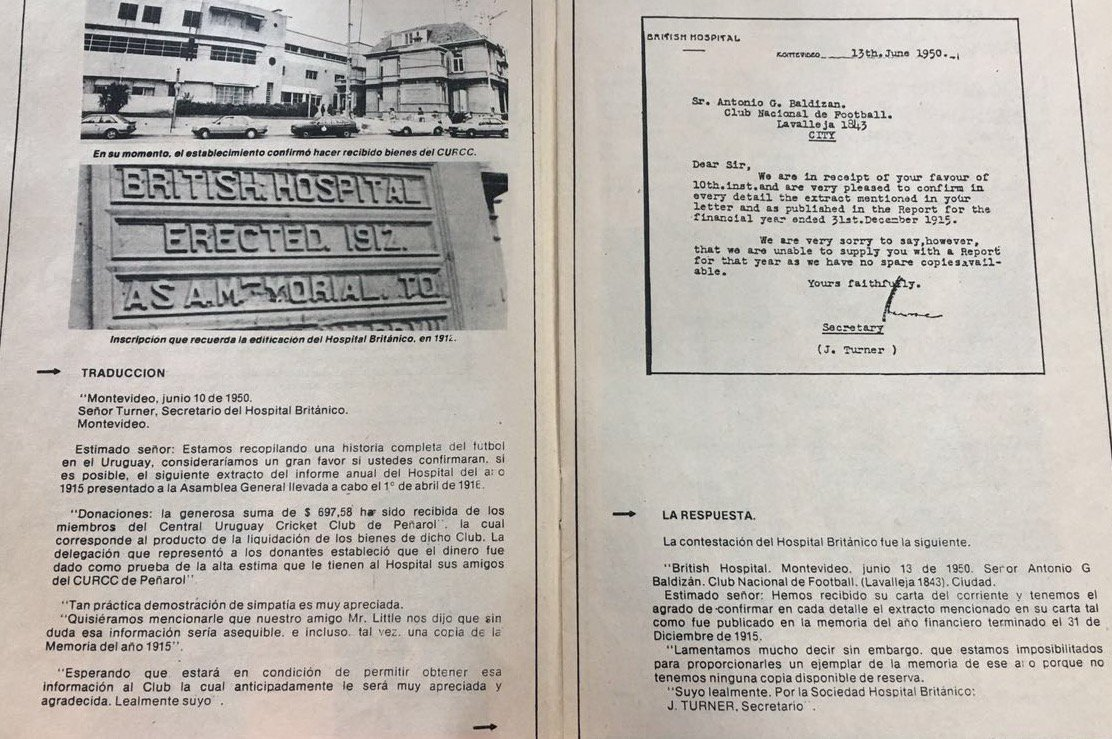
Documentos sobre la liquidación del CURCC en 1915, con su donativo hacia el Hospital Británico.

En 1941, en ocasión de los festejos de Peñarol por su cincuentenario, a partir de editoriales publicadas en el diario El País comenzó a argumentarse que Peñarol constituyó desde un primer momento una entidad totalmente independiente, sin relación alguna con el CURCC, más allá de heredar su tradición. Posteriormente, cuando Peñarol reformó sus estatutos entre los años 1957 y 1958, el Estado uruguayo aprobó el texto pero aclaró no reconocer ni la antigüedad ni los orígenes del Club Atlético Peñarol.
Esta segundo postura es defendida oficialmente por el Club Nacional de Football desde 1991, cuando Peñarol festejó sus 100 años. A través de la denominada «Comisión del Decanato», señala que el «Club Atlético Peñarol» constituyó desde un primer momento una entidad totalmente independiente, sin relación alguna, más allá de heredar su tradición, con el CURCC fundado en 1891. Afirma que al producirse la separación entre el CURCC y Peñarol se fundó un club nuevo, diferente del anterior, ya que coexistieron por un período de casi dos años, hasta la disolución del CURCC en 1915, y recuerda que el 2 de junio de 1913, por veinticinco votos contra doce, la asamblea del CURCC rechazó una modificación estatutaria por la que el club pasaría a llamarse “CURCC (Peñarol)”.
Por su parte, Peñarol destaca que, de acuerdo a su estatuto oficial, el 13 de diciembre de 1913 el CURCC aprobó la entrega de la sección de fútbol federado a algunos allegados y socios de la institución bajo la denominación de «CURCC Peñarol», desligándose administrativa y financieramente de esta. A partir de entonces, el CURCC se dedicó exclusivamente a la práctica del cricket, así como de otros deportes de manera no oficial, hasta desaparecer definitivamente en 1915. Su posición también incluye que en el 2011 la FIFA, la UEFA y la Conmebol enviaron felicitaciones en ocasión de los 120 años de vida del Club Atlético Peñarol. No obstante, estas entidades que regulan el deporte no tienen autoridad para reconocer fechas fundacionales de sociedades civiles.

## Símbolos

### Escudo y bandera
La primera bandera del CURCC se compuso de ocho franjas horizontales, cuatro negras y cuatro anaranjadas, tal como se incluye en sus estatutos. En la esquina superior izquierda, sobre fondo negro, aparecen las iniciales C.U.R.C.C. Luego se modificó la bandera y se agregó una quinta franja negra.
Por su parte, todos los uniformes que el CURCC utilizó llevaban un emblema sobre el lado superior derecho, también con las iniciales del club. Si bien en aquella época los clubes se identificaban por sus banderas, el uso de este símbolo es comparable con los escudos que los equipos modernos llevan en sus indumentarias.
| Bandera oficial del CURCC. | Emblema que el CURCC llevaba en sus camisetas. | Emblema alternativo del CURCC. |

### Colores

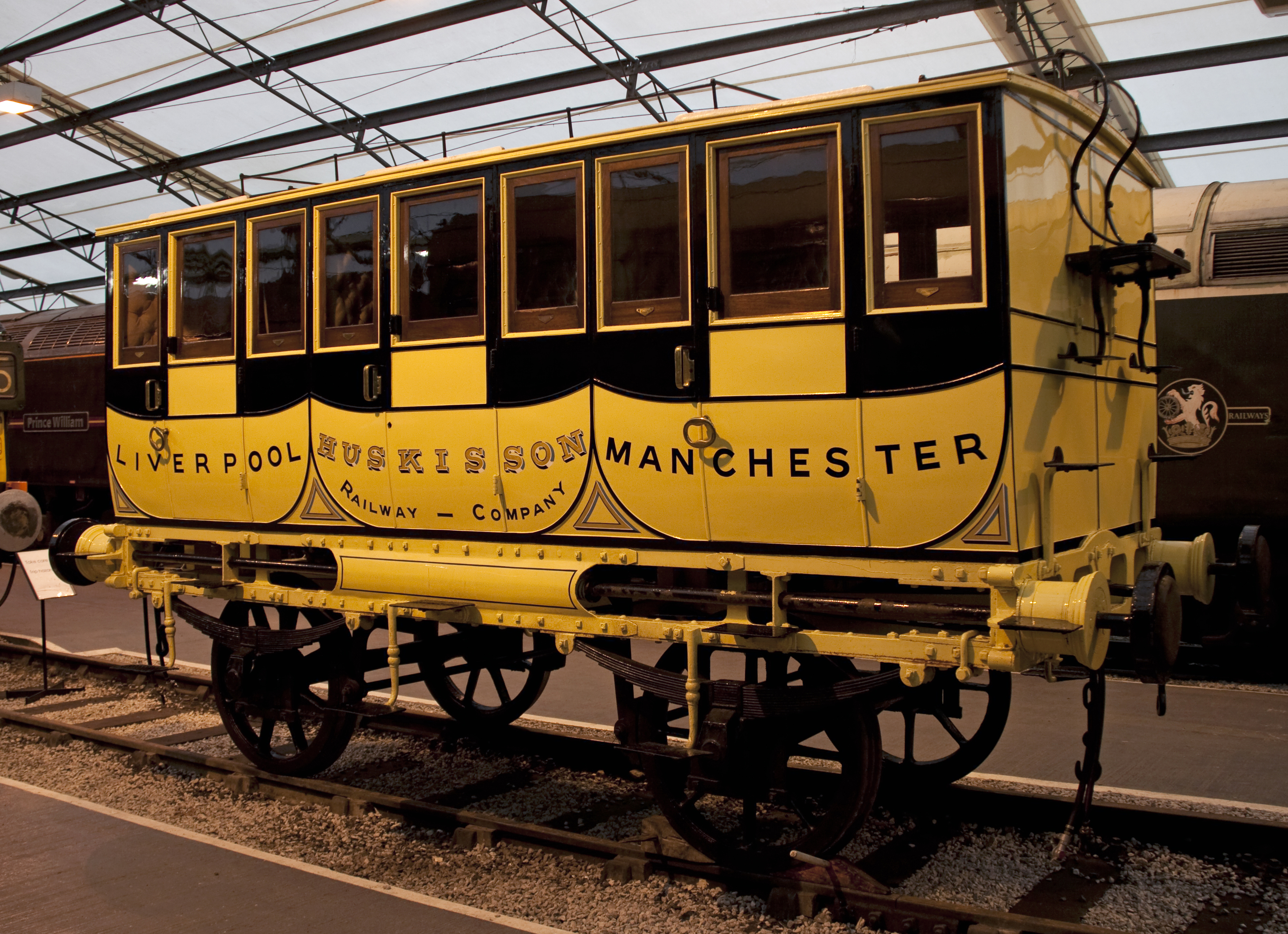
Coche de formación de la locomotora "Rocket" de George Stephenson que inspiró los colores del club.

A mediados del siglo XIX, en 1829, se realizó en Londres una exposición en honor a Su Majestad la Reina Victoria, en donde se presentó una competencia entre locomotoras en afán de encontrar la locomotora digna de realizar el trayecto Mánchester-Liverpool. Compitieron tres locomotoras: La "Rocket" de George y Robert Stephenson que llevaba los colores Oro y negro por el carbón que se utilizaba de combustible; la "Sans Pareil" de Timothy Hackworth y la "Novelty" del sueco Ericsson pintada entonces de azul y oro en honor a la bandera de su patria. La ganadora fue la "Rocket" porque sus rivales no consiguieron terminar la prueba por avería en las máquinas. De esta manera la "Rocket" pasa a la historia por ganar las pruebas de Rainhill. Fue la primera locomotora moderna de vapor que introdujo varias innovaciones que luego fueron empleadas en casi todas las locomotoras construidas desde entonces. Stephenson no solo se ganó el respeto de muchos sino que además tuvo el orgullo de que su creación se expandiera globalmente, también a Uruguay.
De la locomotora Rocket tomó el CURCC sus colores para su camiseta y su bandera. Su primer bandera, se compuso de cuatro franjas negras y cuatro anaranjadas, y en el ángulo superior izquierdo, las iniciales C.U.R.C.C.

## La influencia del CURCC
Se usaron las camisetas que se consiguieron. Algo de eso le pasó al hombre de Almirante Brown que una mañana de 1912 compró un juego completo de camisetas del Central Uruguay Railway Cricket Club. Más de un siglo después el equipo conserva el amarillo y negro.Extracto "Atlas de Camisetas", año 2017.

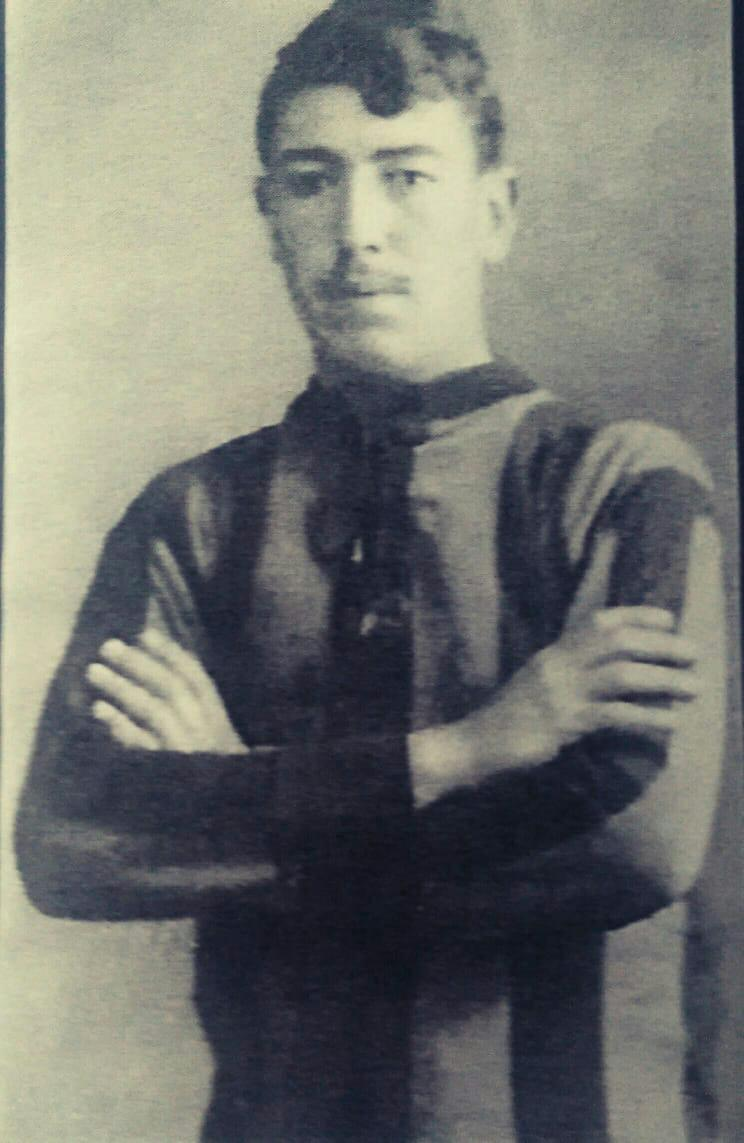
La influencia del CURCC generó la simbología del Club Almirante Brown de Argentina. En la Imagen de 1912 Juan Sábas Nicolini fundador, jugador y dirigente de la institución con la camiseta implementada del CURCC. Fotografía certificada por el Centro de Estudios Históricos de La Matanza (CEHLaM).

El club generó influencia en la elección de otro club Rioplatense, el Club Almirante Brown de Argentina. La elección de sus colores en 1912 fue mediante una acción fortuita, ya que al no disponer el pueblo de San Justo un comercio que contara con un juego completo de camisetas, se le encomendó la compra a uno de sus directivos fundadores Enrique Premoli, que trabajaba en la ciudad de Buenos Aires.
Pese a habérsele recomendado algunos diseños, solo una casa poseía a la venta un juego completo de camisetas, siendo casi con seguridad la tienda Gath & Chaves nombrada como "gatichaves". Las prendas de siete franjas anchas en su frente  amarillonaranja y negras eran las del Central Uruguay Railway Cricket Club, adoptando el equipo argentino sus tonalidades. El diseño del uniforme también fue implementado de manera evidente en el escudo oficial de la institución Porteña con cuatro franjas amarillas y tres negras que se mantuvo hasta la actualidad.

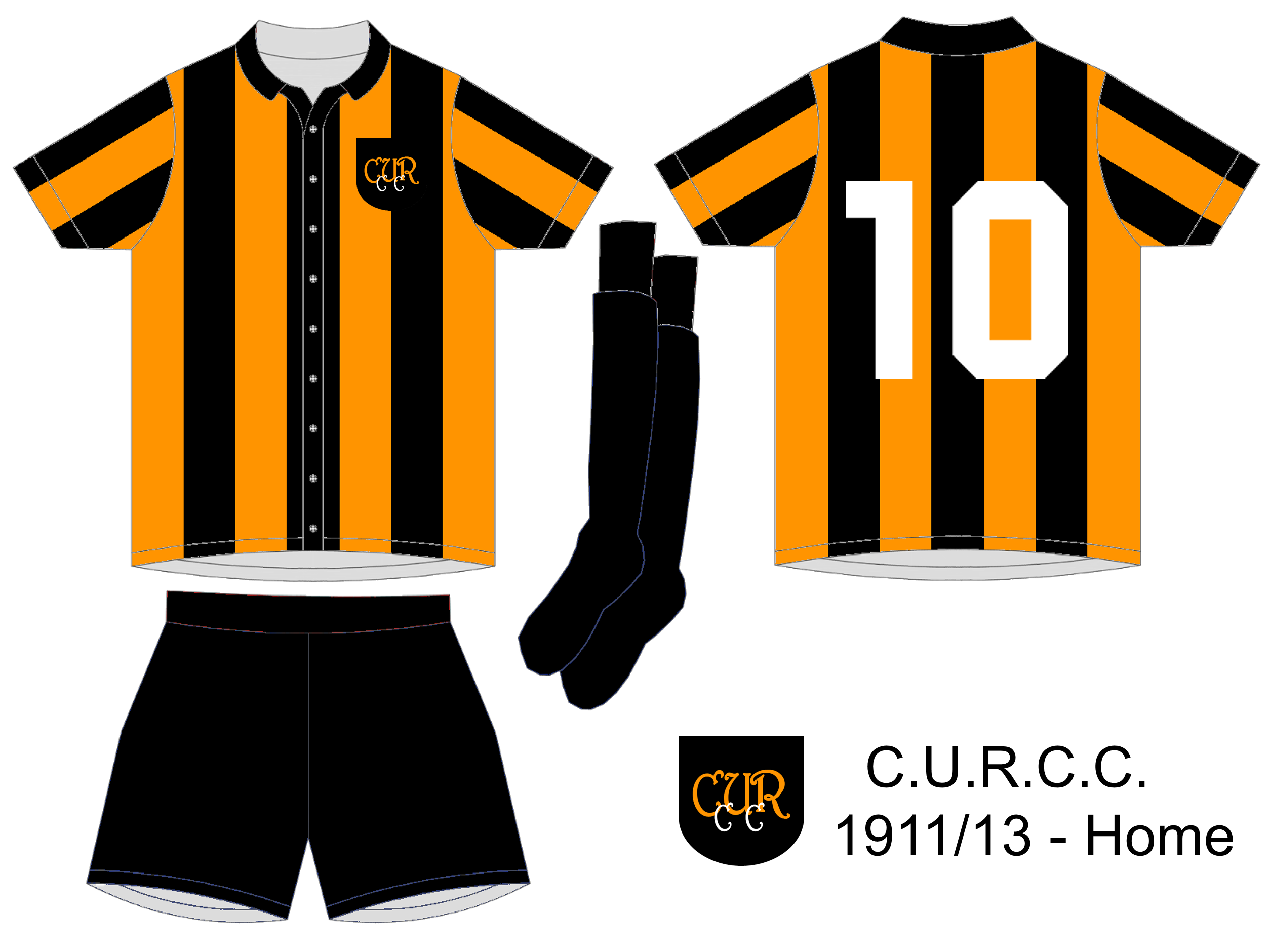
Camiseta del CURCC utilizada desde 1911 hasta finales de 1913 implementada por Almirante Brown en 1912. Hay total coincidencia en diseño, sus colores, el periodo que las utilizó el CURCC y fueron adquiridas por la entidad Porteña.

El origen de los colores de Almirante Brown: Proviene del Central Uruguay Railway Cricket Club (CURCC), que tomó los colores del uniforme de la locomotora inglesa “Rocket”. El primer juego completo de camisetas fue comprado por unos de sus fundadores, Enrique Premoli, en la Ciudad de Buenos Aires. En ese momento, la disponibilidad de las prendas del CURCC obedecía a que la mayoría de los productos textiles se enviaban desde Buenos Aires a Montevideo, dado que las importadoras uruguayas de ese rubro tenían sus sedes en la Capital Federal.
Extracto, periódico el 1 digital, Universidad Nacional de La Matanza, Argentina.

## Uniformes
|  | Para un completo desarrollo véase Historia del uniforme del Central Uruguay Railway Cricket Club |

Desde que el club se estableció, sus colores fueron  amarillonaranja y negro, inspirados en la locomotora "Rocket". A lo largo del período 1891-1915, los uniformes del CURCC siempre mantuvieron los mismos colores, aunque el diseño cambió con el paso de los años.

amarillonaranja es el color o los colores que se perciben como intermedios entre el amarillo y el naranja, sin que uno de estos últimos predomine sobre el otro. 

### Evolución del uniforme
| 1891 | 1892 | 1892-1896 | 1896-1899 | 1899 | 1900-1902 | 1903 | 1904-1910 | 1911-1913 | 1914-1915 |

## Presidentes
|  | Para un completo desarrollo véase Presidentes del Central Uruguay Railway Cricket Club |

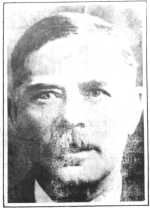
Frank Henderson fue el primer presidente del CURCC

Desde su fundación en 1891 hasta la disolución final del club en 1915, el CURCC tuvo un total de cinco presidentes. El primer presidente fue Frank Henderson, quien además fue el que se mantuvo por más tiempo en el cargo.
Los directivos del CURCC acordaron la desaparición del club el 22 de enero de 1915, estipulando en su acta de disolución la cesión de parte de sus bienes al Hospital Británico.
Cuando el club ganó su segundo campeonato uruguayo en 1901, los dirigentes se adhirieron al duelo ocurrido por la muerte de la Reina Victoria de Inglaterra, por lo que no se festejó el título obtenido.[cita requerida] Otro caso particular fue cuando un presidente electo rechazó su cargo. Sucedió en 1907, cuando llegó a la CUR desde Inglaterra un nuevo administrador para la empresa. Quien asumió el control fue W. Bayne, quien tenía la orden del Directorio de la compañía de evitar gastos. Cuando los directivos del CURCC le comunicaron a Bayne que fue elegido como el nuevo presidente del club (como sus antecesores, quienes fueron los administradores de la empresa), él no aceptó su cargo. Sus motivos fueron "los continuos gastos que se generaban por roturas de vagones provocados por los hinchas y la ausencia de los obreros-jugadores de los talleres".[cita requerida]
En 1902 Tomas Lewis fue nombrado como Secretario Honorario del club, manteniendo sus funciones dentro del equipo hasta 1915.[cita requerida]

### Cronología de presidentes
A lo largo de su historia, el club ha tenido los siguientes presidentes:
| Presidente       | Período   |
| ---------------- | --------- |
| Frank Henderson  | 1891-1899 |
| Frank Hudson     | 1899-1905 |
| Roland C.J. Moor | 1906-1908 |
| Percy Sedgfield  | 1909-1915 |

## Rivalidad

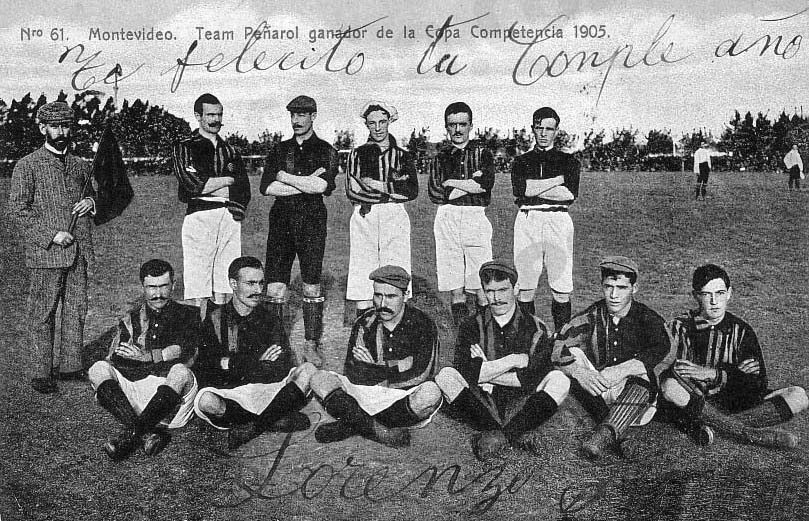
El CURCC y Nacional ganaron la mayoría de los primeros campeonatos de fútbol.

La primera rivalidad del CURCC fue con Albion, club con el cual el equipo del ferrocarril tuvo la rivalidad más extendida de la última década del siglo XIX. Fue precisamente contra Albion con quien disputó su primer partido de fútbol el 25 de mayo de 1892, con derrota por 3 a 2. Sin embargo, el segundo partido resultó una goleada a favor del CURCC. Dos de los socios del CURCC, Woosey y Sagehorn eran fundadores también de Albion. El hecho llevó a que este último club los expulsase.
A fines del siglo XIX, entre los años 1897 y 1898, creció la rivalidad con Albion porque sus enfrentamientos mostraban una paridad. En 1896, Albion disputó 19 encuentros y solo perdió en una oportunidad, siendo la potencia futbolística de aquellos años. No obstante, entre 1897 y 1898, de 6 partidos disputados, en dos ocasiones venció el CURCC, en 3 Albion y hubo solo un empate. En 1897, Albion solo perdió dos partidos, uno de ellos frente al CURCC.
El 22 de marzo de 1901, Nacional (que había sido rechazado el año anterior) solicita nuevamente por nota su ingreso a la League y esta vez es aceptado. Desde este momento los ferrocarrileros y Nacional (erigido como el abanderado de los footballers nativos) comenzaron a adueñarse del fanatismo de los aficionados. El CURCC salió nuevamente campeón y Nacional fue el segundo, siendo este el último año en que Albion exhibió un potencial deportivo aceptable. A partir de allí, se extendió su rivalidad con Nacional, siendo esta heredada por Peñarol hasta nuestros días.

## Jugadores

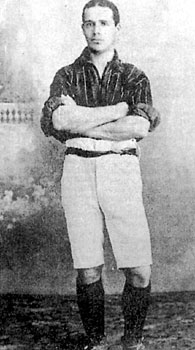
Juan Pena fue Campeón Uruguayo con el CURCC en 1900, 1901 y 1905.

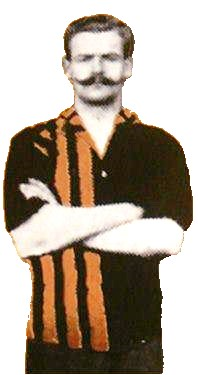
Guillermo Davies, histórico capitán y autor del primer gol oficial del CURCC.

Entre sus jugadores, uno de los más destacados de su plantel fue Guillermo Davies, un histórico capitán que a su vez marcó el primer gol oficial del CURCC. A su vez, el CURCC tuvo a los dos primeros goleadores del Campeonato Uruguayo: el escocés James Buchanan (con 6 goles, en 1900) y el uruguayo Juan Pena (con 6 goles, en 1901).
Juan Pena volvió a ser goleador de la Primera División de Uruguay en 1903, anotando 16 goles. Otro goleador del CURCC fue Aniceto Camacho (con 6 goles, en 1905). Camacho ya venía con buenos rendimientos en el CURCC, habiendo anotado uno de los goles del equipo en la final del Campeonato Uruguayo de 1903 ante Nacional, que terminó 2-3 a favor del tricolor.
Juan Pena fue uno de los titulares absolutos del plantel del CURCC que logró el Campeonato Uruguayo en 1900, 1901 y 1905. Además, Pena era uno de varios integrantes del plantel que también defendían al club en partidos de cricket. Para el Campeonato Uruguayo de 1905, el CURCC incorporó a futbolistas de otros clubes para aumentar su nivel, luego de que Nacional obtuviera los torneos de 1902 y 1903.
El CURCC logró su primer triunfo internacional, cuando venció a Belgrano Athletic Club por 3 a 0, en 1900 (goles de Davies, Acevedo y A. Camacho). En aquella oportunidad, el equipo del ferrocarril formó con: Fabre, de los Ríos, Buchanan, Ward, Mazzuco, Davies, Pena, Acevedo, Lewis, Camacho y Jackson.[cita requerida]

## Palmarés

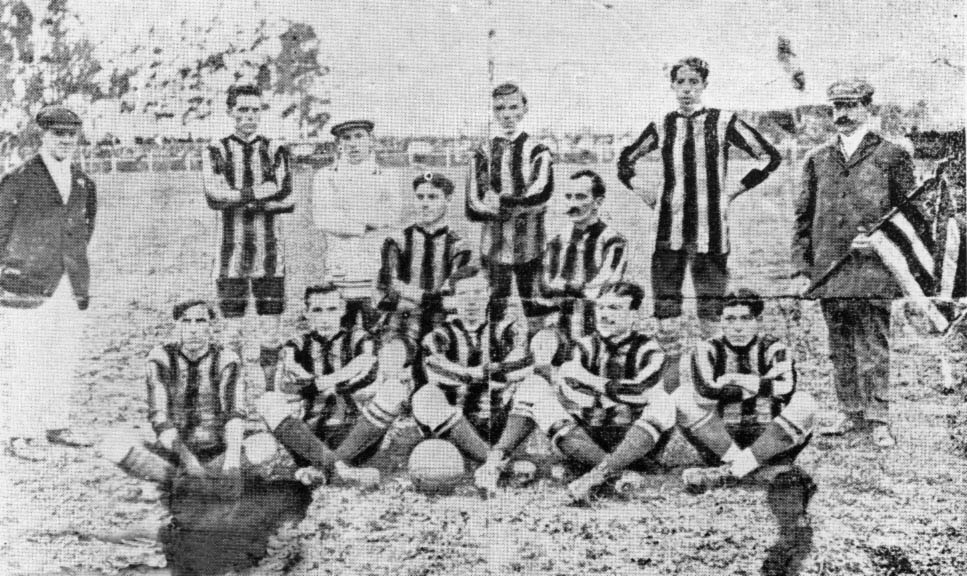
Equipo del CURCC de 1911, que ganó su último campeonato. La equipación: Camiseta, pantalón y medias fueron implementadas por el Club Almirante Brown de Argentina.

|  | Para un completo desarrollo véase Estadísticas del CURCC |

### Sección de fútbol

#### Torneos nacionales
- Campeonato Uruguayo de Fútbol (5): 1900, 1901, 1905, 1907, 1911
- Copa Competencia (7): 1901, 1902, 1904, 1905, 1907, 1909, 1910
- Copa de Honor (3): 1907, 1909, 1911

#### Torneos internacionales
- Copa de Honor Cusenier (2): 1909, 1911

### Sección de cricket
A pesar de que el CURCC tuvo una mayor notoriedad por su desempeño futbolístico, el equipo también contó con un representativo dedicado a la práctica del crícket. La sección de cricket del CURCC contaba en sus vitrinas con al menos tres copas y un bronce obtenidos en distintas competencias.
Incluso varios de los foot-ballers de la época que jugaban en el equipo principal y eran empleados de la empresa, también se dedicaban a la práctica del cricket. Algunos ejemplos conocidos son Pena y Eleuterio Pintos.